# Tehnički muzej Nikola Tesla
Tehnički muzej Nikola Tesla nacionalni je i specijalizirani muzej tehnike i znanosti u gradu Zagrebu. Jedan je od najposjećenijih muzeja u Hrvatskoj.

## Povijest
Zamisao o osnivanju te vrste muzeja potječe još s kraja 19. stoljeća, pa je jedno vrijeme u Zagrebu i postojao Trgovačko-obrtnički muzej.
Zgrada muzeja prvotno je bila konjska štala, koju je za potrebe električnih tramvaja ZET prenamijenio u spremište i okretište. Ono je djelovalo sve do izgradnje trešnjevačkog spremišta u Ljubljanici 1936., a 1949. Marijan Haberle za tu je lokaciju projektirao drveni objekt od 8000 m2, proširenje Zagrebačkog velesajma koji se tada nalazio preko puta, na Savskoj 25. Godine 1956. Velesajam je u svojoj cjelosti preseljen u Novi Zagreb, nakon čega je 1959. godine zgrada pripala Muzeju.
Sam muzej začet je 21. prosinca 1954. godine, kada je donesena odluka o njegovu osnivanju u gradskom narodnom odboru pod gradonačelnikom Većeslavom Holjevcem. Idejni začetnik osnivanja Tehničkog muzeja bio je sveučilišni profesor dr. Božo Težak, kasnije dugogodišnji predsjednik Savjeta Muzeja, a realizator i prvi ravnatelj bio je Predrag Grdenić. Likovni postav izveo je arhitekt Emil Vičić. Zgradu muzeja projektirao je Marijan Haberle. Muzej je službeno otvoren 15. siječnja 1963. godine u sklopu 4. kongresa Narodne tehnike Jugoslavije.
Zgrada Muzeja od 2005. godine vodi se kao zaštićeno nepokretno kulturno dobro.
Dana 5. lipnja 2015. odlukom Skupštine Grada, Tehnički muzej u Zagrebu mijenja ime u Tehnički muzej Nikola Tesla na prijedlog tadašnjeg gradonačelnika Grada Zagreba, Milana Bandića.

## Odjeli
Prvi odjeli Tehničkog muzeja (Transformacija energije, Prometna sredstva i Rudarstvo) otvoreni su za javnost 1963. godine, a nakon toga otvorena je zbirka Nafta (1964.), planetarij (1965.), demonstracijski kabinet Nikola Tesla (1976.), odjel Osnove poljodjelstva (1981.), odjel Vatrogastvo (1992.), apisarij (1994.), te muzeorama Zemljomjerstvo-katastar (1994.).

### Odjel transformacije energije
Odjel prikazuje povijesni razvoj ljudskih rješenja u nastojanju da manje vrijedne oblike energije transformiraju u kvalitetnije i za ljudske potrebe korisnije. 

### Odjel prometnih sredstava
U ovom odjelu prikazan je razvoj transportnih sredstava u vodi, na kopnu i zraku.

### Odjel astronautike s planetarijem
Odjel astronautike udomljuje modele najpoznatijih svemirskih letjelica, raketa-nosača i orbitalnih stanica koji prikazuju početak razvoja astronautike.

### Odjel geologije, rudarstva i nafte
Zbrirka rudarstva prikazuje razvoj tehnike eksploatacije mineralnih sirovina, te načine oplemenjivanja i prerade ruda. Posebno je zanimljiv model rudnika s ukupnom duljinom rudničkih hodnika od više od tristo metara, izgrađen ispod objekta Muzeja. U odjelu je i soba zemljomjerstva (katastar).

### Odjel vatrogastva
Nizom vatrogasnih izložaka od opreme do vozila, prikazan je razvoj vatrogasne tehnike, s osobitim naglaskom na područje Hrvatske.

### Odjel osnovi poljodjelstva s apisarijem
Eksponati izloženi u tom odjelu prikazuju povijesni razvoj tehničkih rješenja sprava za kopanje i oranje. Posebnost ovog odjela su staklene ogledne košnice, apisarij sa živim pčelama, čiji se život i rad može nesmetano promatrati.

### Odjel velikana hrvatskog prirodoslovlja i tehnike
U odjelu je do sada realiziran postav o Faustu Vrančiću i demonstracijski kabinet Nikole Tesle. Aleja skulptura velikana hrvatskog prirodoslovlja i tehnike dio je tog odjela na otvorenom, u parku Muzeja.

### Demonstracijski kabinet Nikole Tesle
Stalni postav Demonstracijskog kabineta, ukupne površine 260 m2, otvoren je 1976. godine prigodom obilježavanja 120. godišnjice Teslina rođenja. Njegova muzeološka koncepcija bila je specifična, jer su se u njemu izvodili pokusi s rekonstrukcijama najpoznatijih Teslinih izuma izrađenima prema originalnim Teslinim nacrtima i patentnim prijavama, u većini slučajeva metodama i materijalima iz vremena u kojem je živio. Izlošci su napravljeni u radionicama Muzeja. Stalni postav obnovljen je povodom obilježavanja godine Nikole Tesle (2006.) pod visokim pokroviteljstvom Hrvatskoga sabora.

## Ravnatelji
- Predrag Grdenić (od 1955.)[8]
- Vladimir Galeković (1970-ih)
- Boris Petak (1980-ih)[9]
- Drago Halić
- Božica Škulj (od 1994.[b])[10]
- Davor Fulanović (2000-ih)[11]
- Markita Franulić (od 2012.)[12]